# Desetinný zlomek
Desetinný zlomek je takový zlomek, který má ve jmenovateli mocninu čísla 10 (např. {\displaystyle {\frac {2}{10}};{\frac {13}{100}};{\frac {111}{1000}};{\frac {27}{10000}};\ldots }). Desetinné zlomky se využívají zejména pro převádění desetinných čísel na zlomky a naopak.

## Historie
Z praktických důvodů (měření, vážení), kdy větší hodnota se dělila na 10 menších, se vyvinul základ desítkové  soustavy již v Číně v 2. století př. n. l. Vznikly desítkové soustavy jednotek objemů a vah (hmotnosti). Z jednotek této soustavy měr se vyvinuly desetinné zlomky. Čína je  užívala již  ve 3. st. n. l., ale až koncem 16. století se dostaly do Evropy.

## Desetinné číslo a desetinný zlomek
Pro vyjádření části celku, většinou při převodech jednotek (délky, obsahu, objemu, hmotnosti atd.), lze použít desetinná čísla, resp. desetinné zlomky.
Zápis se rozliší při čtení: 
- desetinný zlomek: {\displaystyle {\frac {2}{10}}}; lze číst dvě lomeno deseti nebo dvě desetiny
- desetinné číslo: {\displaystyle 0{,}2}; se vždy přečte – nula celá dvě desetiny

Desetinný zlomek se převádí na desetinné číslo metodou dělení čitatele jmenovatelem:
např. {\displaystyle {\frac {41}{100}}} = {\displaystyle 41:100=0{,}41}; {\displaystyle {\frac {587}{10}}=587:10=58{,}7}
Převod desetinného čísla na zlomek:
{\displaystyle 0{,}04} = {\displaystyle {\frac {4}{100}}} (podle řádu poslední platné číslice určíme jmenovatel — setiny = 100 — a do čitatele opíšeme číslo(a))
{\displaystyle 21{,}084={\frac {21084}{1000}}}

## Operace s desetinným zlomkem
Pro operace s desetinnými zlomky (sčítání, odčítání, násobení, dělení) platí stejná pravidla jako pro zlomek.
Pokud je třeba vyjádřit zlomek desetinným číslem bez použití desetinného zlomku, tak je nutné vydělit čitatele jmenovatelem nebo rozšířit převáděný zlomek na zlomek se jmenovatelem {\displaystyle 10;100;1000...}(tedy převést na desetinný zlomek).
{\displaystyle {\frac {2}{4}}=2:4=0{,}5};
{\displaystyle {\frac {18}{5}}=18:5=3{,}6};
Je-li výsledek převedení desetinné číslo s neukončeným periodickým rozvojem (zapisujeme čísla pomocí naznačené periody), pro použití dané hodnoty v dalším výpočtu použijeme vždy zlomek. {\displaystyle {\frac {11}{9}}=11:9=1{,}{\bar {2}}}